# Wolontariat

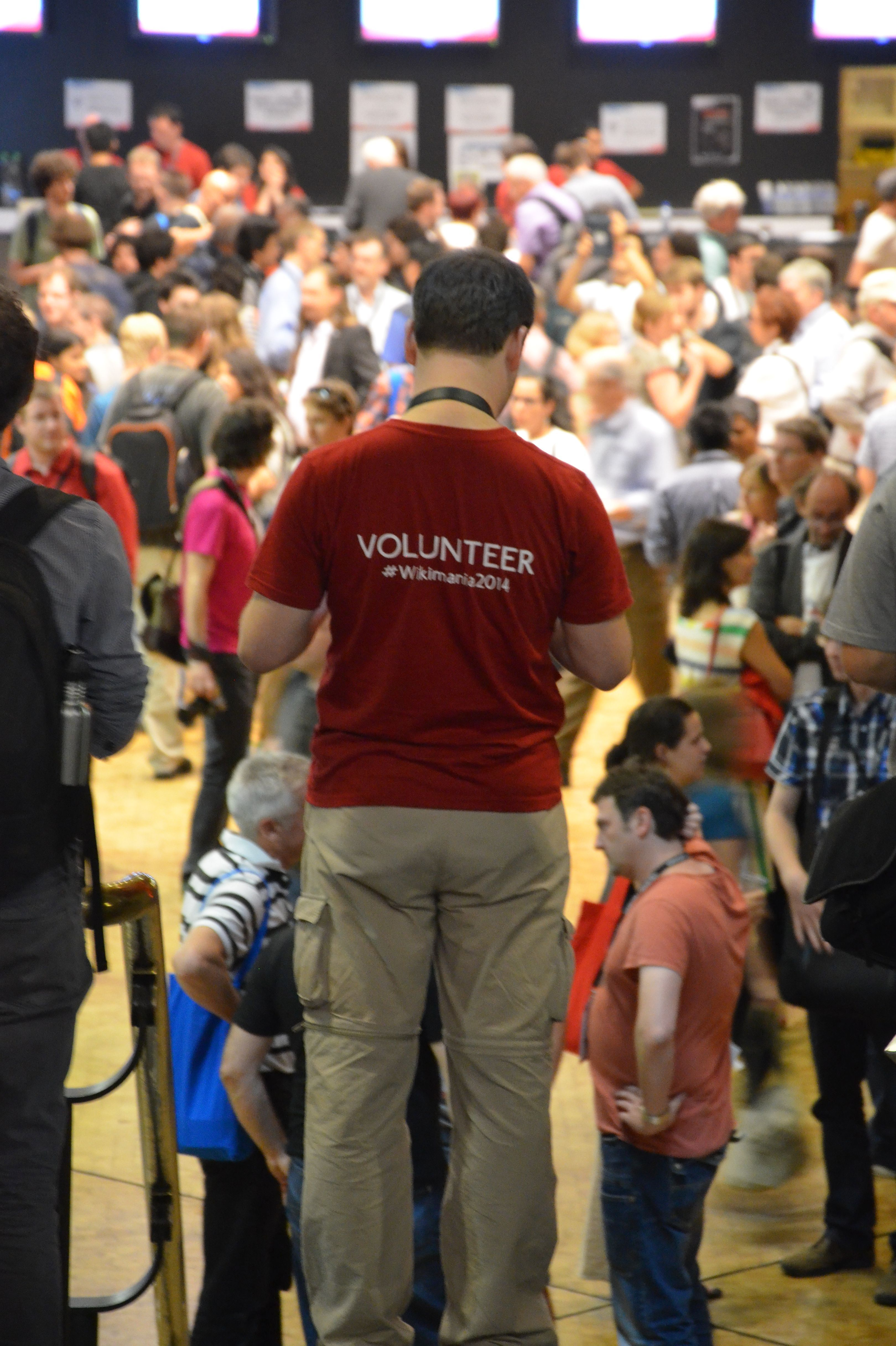
Wolontariusz podczas konferencji Wikimania 2014 w Londynie

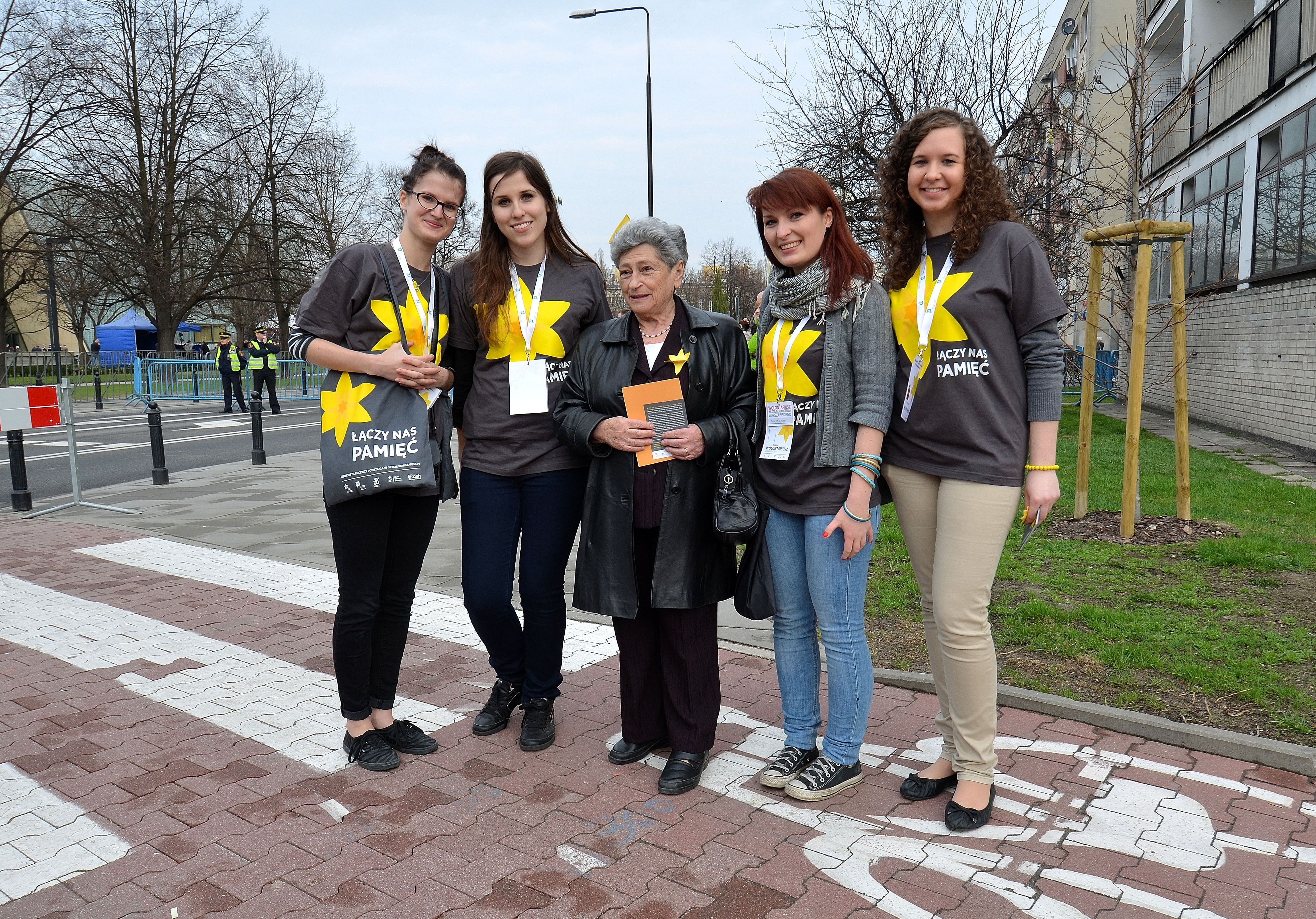
Wolontariuszki Muzeum Historii Żydów Polskich podczas akcji społecznej „Żonkile” przy ul. Zamenhofa w Warszawie (2013)

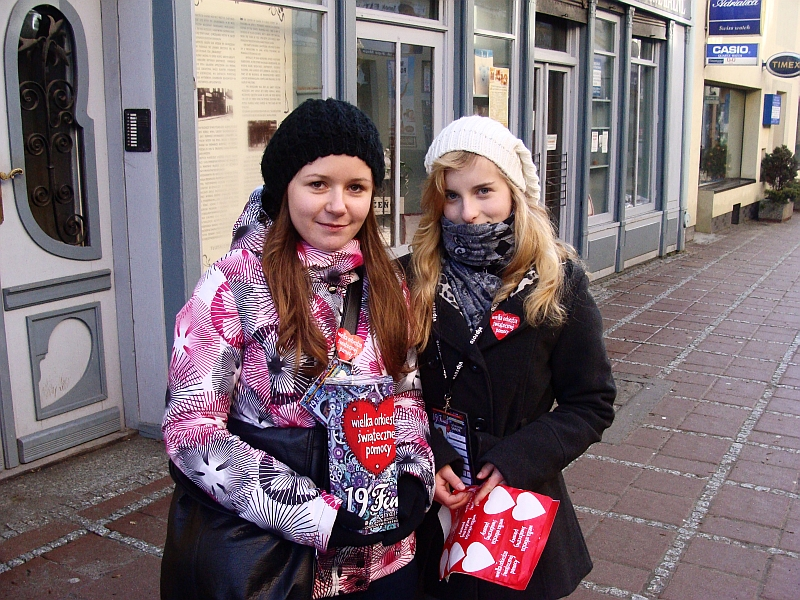
Wolontariuszki Wielkiej Orkiestry Świątecznej Pomocy w Sanoku (2011)

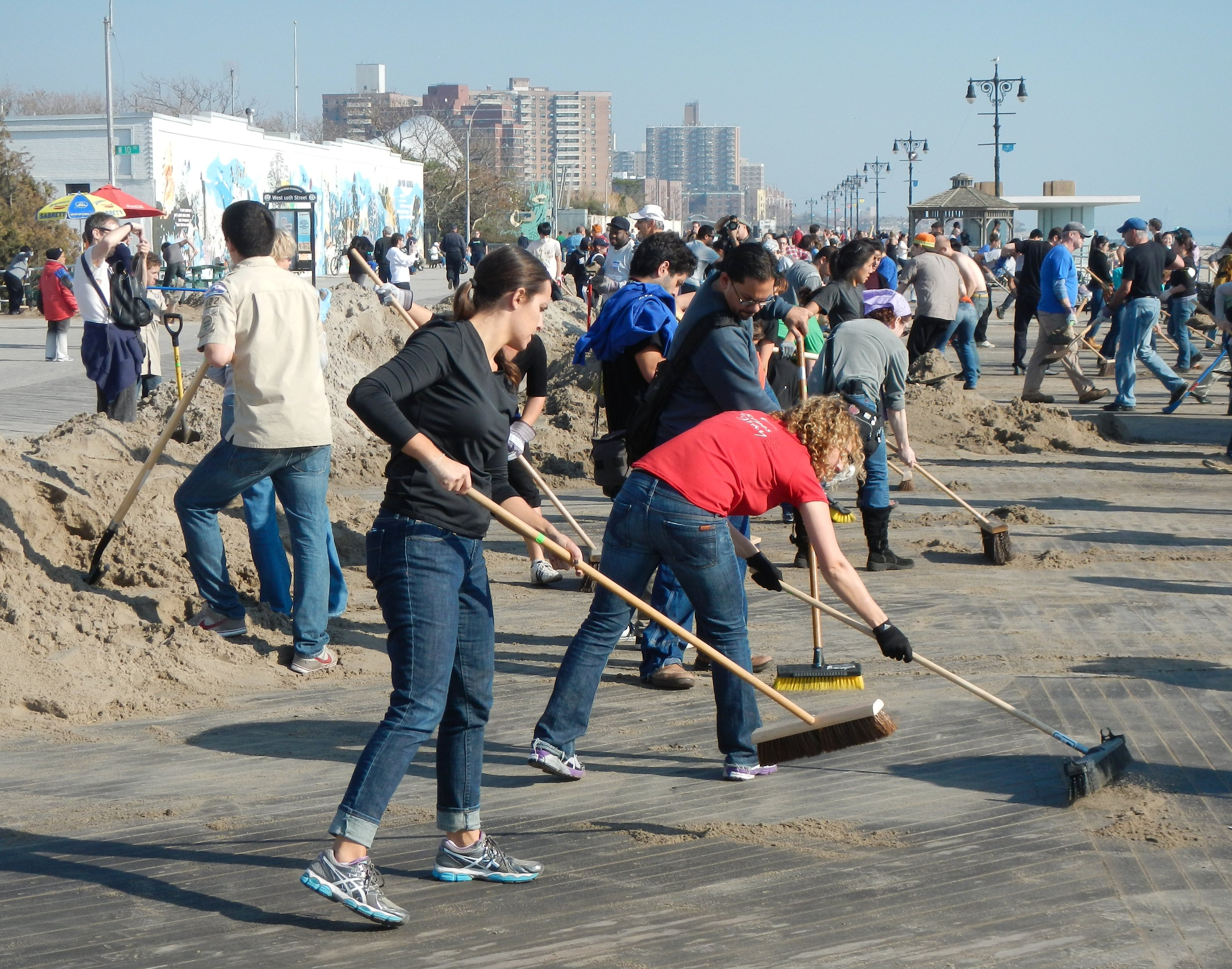
Wolontariusze zamiatający chodnik na Brooklynie spustoszony po Huraganie Sandy w 2012 roku.

Wolontariat (łac. voluntarius – dobrowolny) – dobrowolna, bezpłatna, świadoma praca na rzecz innych osób lub całego społeczeństwa, wykraczająca poza związki rodzinno-koleżeńsko-przyjacielskie.
Wolontariusz to osoba pracująca na zasadzie wolontariatu. Według ustawy o działalności pożytku publicznego i o wolontariacie wolontariuszem jest ten, kto dobrowolnie i świadomie oraz bez wynagrodzenia angażuje się w pracę na rzecz osób, organizacji pozarządowych, a także rozmaitych instytucji działających w różnych obszarach społecznych. Instytucje te nie mogą korzystać z pracy wolontariuszy przy prowadzonej działalności gospodarczej, czego wprost zakazuje ustawa.
Określenie bezpłatna nie oznacza bezinteresowna, lecz bez wynagrodzenia materialnego. W rzeczywistości wolontariusz uzyskuje liczne korzyści niematerialne: satysfakcję, spełnienie swoich motywacji (poczucie sensu, uznanie ze strony innych, podwyższenie samooceny itd.), zyskuje nowych przyjaciół i znajomych, zdobywa wiedzę, doświadczenie i nowe umiejętności, a w związku z tym i lepszą pozycję na rynku pracy.
Określenie wykraczająca poza związki rodzinno-koleżeńsko-przyjacielskie oznacza, że nie każda praca na rzecz innych jest wolontariatem. Np. pomoc własnej babci wolontariatem nie jest, natomiast pomoc starszej osobie w pobliskim hospicjum czy domu pomocy społecznej – jest.

## Historia
U początku swojego istnienia wolontariat nie miał ram instytucjonalnych, z czasem zaistniał w organizacjach kościelnych, samopomocowych, a wreszcie pozarządowych.
Zasadniczym pojęciem związanym z wolontariatem jest motywacja. Aby dana praca wolontaryjna była pomyślna, zazwyczaj konieczne jest, aby zarówno sam wolontariusz, jak i organizacja z nim współpracująca, były świadome jego motywacji.
Najczęstsze motywacje wolontariuszy:
- chęć zrobienia czegoś dobrego, pożytecznego;
- potrzeba kontaktu z ludźmi lub nawiązania nowych znajomości;
- chęć bycia potrzebnym;
- chęć spłacenia dobra, które kiedyś od kogoś się otrzymało (zobacz także: filantropia, humanitaryzm);
- chęć zdobycia nowych umiejętności oraz doświadczeń zawodowych i życiowych;
- pobudki religijne (zobacz także: charytatywność).

Wraz z upowszechnianiem się dostępu do mediów cyfrowych oraz nowych technologii telekomunikacyjnych i teleinformatycznych, a w szczególności dostępu do komputerów osobistych i Internetu, wolontariat stał się jedną z cech ruchu wolnego oprogramowania i ruchu wolnej kultury. Do najbardziej znanych przykładów projektów opartych na wolontariacie należą: Debian, LibreOffice i Wikipedia. Nowe media umożliwiają też podejmowanie odmiennych form dobrowolnej pracy na rzecz innych, określanych mianem wolontariatu wirtualnego.
Rok 2001 został uznany przez ONZ Międzynarodowym Rokiem Wolontariatu.
Rok 2011 uchwałą Komisji Europejskiej został uznany za Europejski Rok Wolontariatu i Aktywności Obywatelskiej.
5 grudnia każdego roku obchodzony jest Międzynarodowy Dzień Wolontariusza Wspierającego Rozwój Gospodarczy i Społeczny.

## Wolontariat w Polsce
Wolontariat w Polsce rozwija się od 1990 r. w licznie powstających od tego roku organizacjach pozarządowych. Z ogólnopolskich badań Stowarzyszenia Klon/Jawor z 2008 roku wynika, że około 11,3%, czyli blisko 4 mln dorosłych Polaków, jest lub bywa wolontariuszami.
Mimo to wolontariat jest w Polsce zjawiskiem znacznie mniej powszechnym, niż w krajach zachodnich. Wynika to zapewne z trzech przyczyn:
- brak tradycji wolontariatu, przekazywanej z pokolenia na pokolenie (przerwa spowodowana okresem PRL);
- dążenie do podniesienia standardu życia, które powoduje, że najpierw zaspokaja się własne potrzeby (np. samodzielne mieszkanie), a dopiero w drugiej kolejności potrzeby społeczne;
- względnie niska świadomość możliwości działania społecznego w organizacjach pozarządowych.

Wolontariat w Polsce jest unormowany prawnie poprzez uchwaloną 24 kwietnia 2003 ustawę o działalności pożytku publicznego i o wolontariacie (Dz.U. z 2024 r. poz. 1491). Po raz pierwszy w polskim prawie zostały w niej zdefiniowane takie pojęcia, jak: „wolontariusz”, „organizacja pozarządowa” oraz „działalność pożytku publicznego”. Ustawa reguluje zasady angażowania wolontariuszy, ich prawa i obowiązki oraz przysługujące im świadczenia. Nad realizacją postanowień ustawy czuwa powołany przy Ministerstwie Rodziny, Pracy i Polityki Społecznej Departament Ekonomii Społecznej i Pożytku Publicznego.
W Polsce istnieje Sieć Centrów Wolontariatu, które oprócz promocji tej idei zajmują się:
- pośrednictwem ofert pomiędzy organizacjami a osobami chcącymi zostać wolontariuszami;
- przygotowywaniem obydwu tych grup do współpracy[5];
- konsultowaniem zmian aktów prawnych i strategii dotyczących wolontariatu i aktywności społecznej.